# ジョン・ジェイコブ・ジングルハイマー・シュミット
ジョン・ジェイコブ・ジングルハイマー・シュミット（John Jacob Jingleheimer Schmidt）は、アメリカ合衆国で生まれた伝統的な子供の歌である。この歌は1つの節の繰り返しでできており、繰り返すごとにボリュームを上げ（あるいは、最後の「ダダダ・・・」のフレーズ以外はボリュームを下げ）て歌われる。繰り返すごとにテンポを上げたり（アッチェレランド）下げたり（リタルダンド）といった歌われ方をすることもある。歌詞は、歌う人によって異なる。

## 歌詞とメロディ
歌詞にはバリエーションがある。例えば、次に挙げるものが1つのバージョンであり、テンポやピッチを変えつつ何度も繰り返される。

## 起源
この歌の起源ははっきりしないが、そのルーツが19世紀末から20世紀初頭に移民のコミュニティで人気となったヴォードヴィルや劇場での演劇にあるとする説がある。ジョー・ウェーバーやルー・フィールズの作品など、当時のボードビル劇には、ドイツ系アメリカ移民にあったフラストレーションを表明するものがよくあり、ユーモアの手段として英語の誤用語や難しさが多用されていた。さらに、「ジョン・ジェイコブ・ジングルハイマー・シュミット」は、『おいらの名前はヨン・ヨンソン』という19世紀末のスウェーデンのヴォードヴィルに起源を遡ることのできる歌と、多くの共通する特徴を持つ。
20世紀半ばまでには、この歌は広く知られるようになっていたものと見られる。1931年、ニューヨーク州北部の新聞であるエルマイラ・スターガゼットは、セネカ湖に集まったボーイスカウトが食堂に入ると、「第18隊は、にわかに、最初のキャンプ・ソングである『ジョン・ジェイコブ・ジングルホッパー・スミス（John Jacob Jinglehopper Smith）』を歌い出した」と報じている。1941年のミルウォーキー・ジャーナルの記事も、「ジョン・ジェイコブ・ジングルホッパー・スミス」という同じ名前で、この歌に言及している。
この歌は、『決して終わらない歌』や『おいらの名前はヨン・ヨンソン』、『マイケル・フィネガン』といった歌と同様に、無限ループで歌うことができる。
他の言語でも、この歌を翻訳したものを見ることができ、スペイン語版では『フアン・パコ・ペドロ・デ・ラ・マール（Juan Paco Pedro de la Mar）』となっている。

## 有名な登場場面
- ダディー・デュードロップ（英語版）は、『ジョン・ジェイコブ・ジングルホッパー・スミス』のタイトルで、1971年のシングル『チック・ア・ブーム（英語版）』のB面としてこの歌をリリースした[5]。
- コメディSF映画『ロケットマン（英語版）』（1997年）
- ディズニーのアニメ映画『リセス：スクールズ・アウト（英語版）』（2001年）
- 『メイベリー110番』のエピソード「バック・トゥ・ネイチャー」（1964年、シーズン4、エピソード31）
- ポーリー・ショア（英語版）、デヴィッド・アラン・グリア、アンディ・ディック（英語版）、ロリ・ペティらが出演した1994年の映画『イン・ジ・アーミー・ナウ（英語版）』のワンシーンで、この歌が取り上げられている。
- テレビ番組『サイク/名探偵はサイキック?』のエピソード「ロミオ・アンド・ジュリエット・アンド・ジュリエット」（2010年、シーズン5、エピソード1）の中で、ショーンがガスを紹介するときに、非常に似た「ジョナサン・ジェイコブ・ジングリー・スミス」という名を使い、「彼の名前がジョン・ジェイコブ・ジングルハイマー・シュミットだと言っているのか？」と疑わしげに問われるという場面がある。
- 「ジョン・ジェイコブ・ジングルホッパー・シュミット」が、1995年の映画『3人のエンジェル』におけるロビン・ウィリアムズの役名となっている。